# Нет Кінг Коул
Нет Кінг Коул (англ. Nat "King" Cole), справжнє ім'я — Натанієль Адамс Коулз, Nathaniel Adams Coles; 17 березня 1919 — 15 лютого 1965) — американський джазовий піаніст-віртуоз і співак. У 2000 році його ім'я внесено до Зали слави рок-н-ролу.

## Біографія
Народився в США у Монтгомері (Алабама), ймовірно, 17 березня 1919, але, вказується також 1915 або 1917 рік. Афроамериканський джазовий музикант, обдарований теплим голосом чарівливого тембру й глибини, він почав свою кар'єру як піаніст, а згодом став відомий завдяки баладам.
Виріс у Чикаго. У 1937 році почав виступати в джаз-клубах Лос-Анджелесу. У 1939 році заснував King Cole Trio (з Оскаром Муром і Веслі Принцом). З часом однак відійшов від джазу, і увійшов в історію перш за все як співак, що виконував «легку і приємну» музику.
Через надмірну пристрасть до сигарет помер від раку легенів у віці 46 років. Дочкою Нета Кінга Коула є співачка Наталі Коул (1950, Лос-Анджелес — 31 грудня 2015 Лос-Анджелес).

## Особисте життя

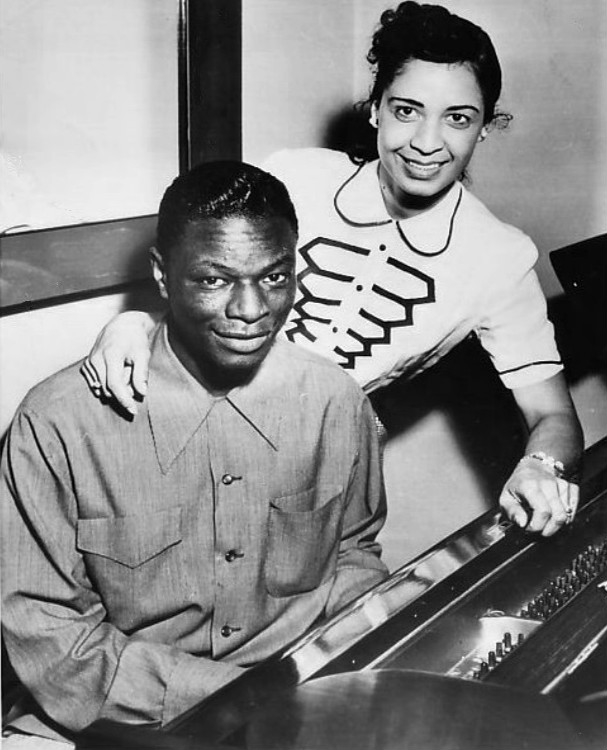
Нет і Марія Гокінс

Кол вперше одружився у 18 років з Надін Робінсон, познайомившись із нею під час гастролей і прожив з нею у шлюбі близько 10 років. Через шість днів після розлучення з Надін Нет Кінг Коул одружився з американською джазовою співачкою Марією Гокінс. У них було п’ятеро дітей.
Найвідоміші хіти: «Nature Boy», «Mona Lisa», «Too Young», «Unforgettable», «When I Fall in Love»

## Нагороди
- Alabama Music Hall of Fame[en] (1985)
- Alabama Jazz Hall of Fame[en](1993)
- Премія Греммі — Grammy Lifetime Achievement Award (1990).
- Down Beat Jazz Hall of Fame[en] (1997)
- «Зал слави рок-н-ролу» (2000)
- Премія Греммі «Midnight Flyer».(1959)